# Марио Станић
Марио Станић (хрв. Mario Stanić; Сарајево, 10. април 1972) је бивши хрватски и југословенски фудбалер. Последњи пут је наступао за лондонски Челси. Играо је на позицији нападача. За Југословенску репрезентацију је играо 1991. године, а за Хрватску од 1995. до 2003. године.

## Каријера
Станић је почео фудбалску каријеру у Жељезничару из Сарајева. Био је један од најталентованијих фудбалера у бившој Југославији. Када је 1992. почео рат у Босни и Херцеговини, Станић се преселио у Хрватску где је играо за ХАШК Грађански. После само једне сезоне прешао је у шпански Спортинг Хихон, годину дана касније прешао је у Бенфику у Португалији. Године 1995, прешао је у Клуб Бриж и био је најбољи стрелац белгијске Прве дивизије те године са 20 голова. Од 1996. до 2000. играо је у Парми да би потом четири сезоне наступао за Челси.

## Челси
У јуну 2000. прешао је у Челси за 5,6 милиона фунти трансфер. У дресу Челсија је дебитовао у утакмици са Вест Хемом коју је његов клуб добио резултатом 4-2, у августу 2000, а Станић је био двоструки стрелац.